# Metallwert
Metallwert ist in der Numismatik und der Geldtheorie der Wert des Metalls einer Münze oder eines sonstigen metallhaltigen Gegenstands. 

## Allgemeines
Münzen als gesetzliches Zahlungsmittel sind wegen ihrer hohen Umlaufgeschwindigkeit und deshalb erforderlicher besserer Werkstoffeigenschaften aus Metall hergestellt. Am häufigsten wird heute bei Münzen eine Legierung aus Kupfer, Eisen, Messing oder Nickel verwendet (siehe Nordisches Gold), früher gab es auch Silbermünzen oder Goldmünzen, deren Silber- oder Goldgehalt mindestens 50 % des Raugewichts betrug. Veränderungen des Gold- oder Silberpreises wirken sich deshalb unmittelbar auf den Metallwert aus. Metalle besitzen einen eigenständigen Marktwert, der Metallwert genannt wird. Davon unabhängig ist der auf einer Münze aufgeprägte Nominalwert, der den offiziellen Tauschwert des Zahlungsmittels repräsentiert. Bei der Denomination einer Metallmünze spielen Prägekosten, Schlagschatz und Remedium eine Rolle. 
Der Metallwert einer Münze hängt von der verwendeten Metallart (Münzmaterial) und vom Gewicht ab. Bei der Verwendung von Edelmetallen haben Münzen zwei Gewichte, nämlich das Raugewicht und das Feingewicht. Das Verhältnis von Rau- und Feingewicht ist der Feingehalt.

## Geschichte
Früher verwandte man für die Münzprägung Metalle wie Eisen (Spartiaten), Zinn (Syrakus), Kupfer (Römer), Silber, Gold oder Platin. Das römische Münzsystem – und fast alle Münzsysteme bis in die Neuzeit – beruhte auf dem Metallwert; Münzen bestanden aus so viel Metall, wie als Nominalwert darauf stand. Eine Münze konnte man deshalb in ihren Metallwert umtauschen. Die wichtigsten Metalle für antike Münzen waren Gold und Silber, für Kleingeld benutzte man Kupfer und Messing. Die Römer verwendeten im 3. Jahrhundert neben Gold, Silber und Messing auch die Bronzemünze. 
Der Metallwert repräsentierte später jedoch nicht mehr den Tauschwert, sondern der Geldwert hing vom aufgedruckten Nominalwert ab. Dabei war darauf zu achten, dass der Metallwert zu keiner Zeit den Nominalwert überstieg, weil sonst die Gefahr des Hortens bestand. Erhöht sich der Metallwert des verwendeten Metalls, besteht die Gefahr, dass er den Nominalwert übersteigt. Diese Entwicklung trat im Jahre 215 nach Christus ein, als in Rom neben dem Denarius ein Doppeldenarius ausgegeben wurde, der jedoch lediglich 1 ½ Mal so viel wog wie ein einfacher Denarius. Dies bedeutete, dass aus der Silbermenge von bisher 3 Denaren nunmehr 4 Denare geprägt werden konnten, wobei 50 % Kupfer hinzugefügt wurde. Damit sank sein Metallwert erheblich, was die Prägekosten verminderte. Der Staat musste seine Soldaten bezahlen und half sich ausgleichend auch mit einer dauernden Verminderung des Metallgehalts der Münzen. Für die Kupfermünze Follis legte Kaiser Anastasios I. im Jahr 498 eine Wertrelation zum Gold fest, die unabhängig vom Metallwert auch das byzantinische Reich übernahm.
Im Mittelalter ergab sich der Wert der Kurantmünzen aus ihrem Metallwert, der dem Nominalwert entsprechen sollte. Münzen wurden gewogen, um ihren Metallwert zu bestimmen. Dieser geldwerttheoretische Metallismus stellte den Metallwert als Geldwert von Münzen in den Vordergrund. Deshalb machten sich die Wissenschaftler auch Gedanken über den Metallwert des Geldes. In der von Nikolaus Kopernikus im Jahre 1519 verfassten Denkschrift Monetae cudendae ratio vertrat er die Auffassung, dass der Geldwert auf dem Metallwert beruhe. Thomas Gresham, Finanzberater von Königin Elisabeth I., gelangte in seinem Greshamschen Gesetz zu der Schlussfolgerung, dass schlechtes Geld (mit geringem Metallwert) das gute Geld (mit hohem Metallwert) im Umlauf verdränge, wenn bei beiden der Nominalwert gleich sei. Der Konsument wird also zuerst die Münze mit dem geringeren Metallwert in Verkehr bringen und die wertvollere horten. Allerdings ist Greshams Denkleistung umstritten, denn wahrscheinlich stammen die Erkenntnisse des Greshamschen Gesetzes bereits von Kopernikus. 
Johannes Buridan(us) unterschied in seinem erst posthum in Paris 1513 veröffentlichten Buch erstmals zwischen aufgeprägtem Nennwert, dem dem Gelde innewohnendem Metallwert und dessen Kaufkraft. Während der Kipper- und Wipperzeit zwischen 1620 und 1623 gerieten Silbermünzen durch betrügerische Münzentwertung in Verruf. Der Florin avancierte ab 1691 europaweit zum Kurantgeld. Ab 1773 passte man in England den Nominalwert der Münzen ihrem Metallwert ständig an, wobei geringste Unterschiede zwischen beiden Werten beim Bimetallismus das Greshamsche Gesetz zur Entfaltung brachten. Bis Dezember 1871 herrschten in Deutschland weiterhin Silbermünzen (Taler) vor, die durch Silber gedeckt waren (Silberstandard), danach kam der Goldstandard auf.
Für Karl Marx stand 1859 das zirkulierende Geld auf dem normalen Niveau, wenn seine Quantität (Geldmenge) – bei gegebenem Tauschwert der Waren – durch seinen eigenen Metallwert bestimmt sei. Diese metallistische Auffassung verlor um 1900 mit der zunehmenden Verbreitung von Banknoten ihre Grundlage, zumal der Metallwert über den Geldwert von Münzen stieg und nicht mehr ausreichend Edelmetall zur Prägung zur Verfügung stand. Es machte sich die Gegenrichtung des Nominalismus breit, bei der der Nominalwert im Vordergrund steht und der Metallwert oder die Geldentwertung keine Rolle spielt. Der Mitbegründer Georg Friedrich Knapp brachte seine nominalistischen Gedanken erstmals 1905 zum Ausdruck und sah die Geldeinheit als eine nominelle an, die keinen Eigenwert zu besitzen brauche: „Die Werteinheit ist nominal…“. Die deutsche Inflation 1914 bis 1923 war eine Hyperinflation und stellte das Grundprinzip des Nominalismus „Mark = Mark“ in Frage. Der Nominalismus ist deshalb weder geeignet, eine Inflation zu verhindern, noch löst eine Abkehr vom Nominalismus Inflation aus. Die Stabilität der Währung hängt vielmehr davon ab, in welchem Umfang die Zentralbank ihre Geldpolitik und Zinspolitik richtig einsetzt.

## Wirtschaftliche Aspekte
Oberbegriff zum Metallwert ist der Materialwert, der sich aus anderen Werkstoffen als Metall zusammensetzt. Materialwert ist der Preis, mit dem Roh-, Hilfs- und Betriebsstoffe in der Betriebsbuchhaltung angesetzt werden; im Regelfall sind es die Anschaffungskosten.
Der Metallwert ist heute bei Zahlungsmitteln im Regelfall niedriger als der Nominalwert einer Münze, weil ansonsten ihre Hortung droht. Steigt der Metallwert des verwendeten Metalls, besteht die Gefahr, dass er den Nominalwert übersteigt. Dann ergibt sich bei der Prägung ein Münzverlust. Sinkt der Metallwert, werden Kurantmünzen zu Scheidemünzen und umgekehrt. Scheidemünzen und Banknoten heißen auch Zeichengeld, weil das Trägermedium im Verhältnis zum aufgedruckten Nominalwert einen geringen Metallwert besitzt.
Anlagemünzen werden aus den Edelmetallen Gold, Silber, Platin und Palladium geprägt und weisen einen sehr hohen Feingehalt des Edelmetalls – und damit einen sehr hohen Metallwert – auf. Im Gegensatz zu Medaillen besitzen sie einen Nominalwert in einer bestimmten Währung und sind in ihrem Währungsraum alleiniges gesetzliches Zahlungsmittel. Sie weisen nicht nur einen hohen Metallwert auf, sondern auch einen über diesem liegenden Kurswert. Dieser über dem Metallwert liegende Aufpreis heißt Agio. Ähnlich wie bei Briefmarken oder Antiquitäten bildet sich ein Liebhaberpreis, so dass sie als gesetzliches Zahlungsmittel im Regelfall nicht zum Einsatz kommen. Prominentes Beispiel ist der Eagle, der zwar in den USA offizielles Zahlungsmittel ist, aber wegen des vielfach höheren Metallwerts (1 Unze Gold beim Double Eagle) reinen Sammlerwert aufweist.
Bei Scheidemünzen gilt: 
{\displaystyle Nominalwert>Metallwert},
bei Kurantmünzen gilt:
{\displaystyle Nominalwert=Metallwert}.
Bei der Münzprägung durch den Staat kann ein Münzgewinn oder Münzverlust entstehen: 
{\displaystyle {\text{Münzgewinn}}={\text{Nominalwert}}>{\text{Metallwert}}+{\text{Prägungskosten}}}.
Der Münzgewinn/Münzverlust kann beeinflusst werden entweder durch Verminderung des Feingewichts bei gleichbleibendem Nominalwert oder durch Heraufsetzung des Nominalwerts bei gleichbleibendem Feingewicht. Entstandene Münzgewinne/Münzverluste werden über den Staatshaushalt ausgeglichen. Liegt der Metallwert über dem Nominalwert einer Münze, besteht heute die Gefahr, dass diese Münze als Altmetall gesammelt, eingeschmolzen und der Erlös hieraus einbehalten wird.
Der Metallwert ist bei Schmuck oder Haushaltsgegenständen wie Besteck die Orientierungsgröße zur Ermittlung des Marktwerts. Ihr Marktwert liegt wegen der handwerklichen Verarbeitung und künstlerischen Gestaltung um 40 % bis 50 % über dem Metallwert.

## Rechtsfragen
Das Gesetz verbietet bei Versteigerungen von Gold- und Silbersachen eine Verschleuderung unter dem Metallwert. Gemäß § 1240 Abs. 1 BGB dürfen verpfändete Gold- und Silbersachen nicht unter dem Gold- oder Silberwert (Metallwert) zugeschlagen werden. Das gilt auch nach § 817a Abs. 3 ZPO in der Zwangsversteigerung.